# Скаты-бабочки
Скаты-бабочки, или гимнуры (лат. Gymnura) — род скатов монотипического семейства гимнуровых из отряда хвостоколообразных. К роду относят 14 видов. Ранее семейство гимнуровых делили на два рода — скатов-бабочек и этоплатей (Aetoplatea) на основании наличия у последних спинного плавника. Однако недавние таксономические исследования дали основания к объединению этих родов. Название семейства и рода происходит от слов др.-греч. γυμνός — «обнажённый», «голый» и греч. οὐρά — «хвост».
Грудные плавники скатов-бабочек образуют диск ширина которого намного превосходит длину. Хвост очень короткий. Хвостовой шип имеется не у всех видов. Несмотря на наличие шипа, короткий хвост не позволяет этим скатам наносить сильные удары, поэтому они в целом не так опасны, как прочие хвостоколы. Гимнуры обитают в субтропических и тропических водах всех океанов, иногда они заплывают в устья рек. Чаще всего они встречаются в верхней части континентального шельфа. Ведут донный образ жизни. Рацион состоит из различных беспозвоночных и мелких рыб. Подобно прочим хвостоколообразным скаты-бабочки размножаются яйцеживорождением. Гимнуровые — довольно крупные скаты. Большинство видов достигает размаха крыльев от 1,5 до 2,5 м, у атлантического ската-бабочки (Gymnura altavela) он может достигать даже 4 м.

## Описание
Грудные плавники скатов-бабочек вытянуты в виде очень широких «крыльев», благодаря которым эти рыбы получили своё название, превосходящие длину более чем в 1,5 раза. Они сливаются, образуя ромбовидный диск. Голова оканчивается притуплённым коротким рылом. У некоторых видов, например у гладкого ската-бабочки, рыло самок более закруглённое по сравнению с самцами. Окраска дорсальной поверхности диска коричневого, сероватого, багрянистого или зеленоватого цвета, иногда с тёмными или светлыми пятнышками. Кожа некоторых видов покрыта мелкой чешуёй. Скаты при взгляде боку имеют уплощённую форму. Глаза расположены по бокам в верхней части головы, позади них имеются брызгальца. На вентральной стороне диска находятся довольно крупный рот, ноздри и 5 пар жаберных щелей. Для забора воды скаты-бабочки используют скорее брызгальца, а не рот, ориентированный ко дну. Если жабры прикрыты песком, с помощью брызгалец рыбы выталкивают воду. У скатов-бабочек мелкие заострённые зубы, которые не образуют дробящих пластин. Спинные плавники, если присутствуют, небольшие. Анальный плавник отсутствует. Конец хвостового стебля несёт дорсальный и вентральный гребни. Длина тонкого хвоста намного меньше длины диска. У некоторых видов скатов-бабочек позади брюшных плавников имеется ядовитый шип. Длина гимнур колеблется от 0,5 до 2 м.

## Биология
Подобно прочим хвостоколообразным скаты-бабочки размножаются яйцеживорождением. Эмбрионы развиваются в утробе матери, питаясь желтком и гистотрофом. У гладкого ската-бабочки, например, вес новорожденного ската составляет 4900 % от веса яйца, а длина примерно равна 15—22 см. Фаза внутриутробного развития длится 2—4 месяца. Новорожденные натальской гимнуры при рождении имеют почти треугольную форму, «крылья» начинают формироваться позднее. Самки приносят потомство ежегодно. Численность помёте колеблется от 2 до 6 новорожденных. Согласно одному исследованию молодые скаты рождаются свёрнутыми в трубочку наподобие сигары, затем они расправляют диск и уплывают. Ядовитый шип на хвосте спрятан в мягкую оболочку и не способен нанести матери травму.
Скаты-бабочки используют шип, расположенный на хвостовом стебле для защиты. Они питаются крабами, креветками, моллюсками и мелкими рыбами. В свою очередь они могут стать добычей акул и прочих крупных рыб.

## Взаимодействие с человеком
В целом скаты-бабочки не являются объектом коммерческого промысла. Аборигены Австралии веками традиционно использовали их в пищу. Они определяли время начала охоты по состоянию печени скатов: если она была розовой и жирной, то можно было начинать лов. Скаты с двумя шипами считались непригодными в пищу. По сравнению с прочими хвостоколами скаты-бабочки не представляют серьёзной опасности для человека, поскольку длина хвоста не позволяет им наносить сильные удары.

## Виды
К роду скатов-бабочек относят 14 видов:
- Gymnura afuerae Hildebrand, 1946 — Перуанский скат-бабочка
- Gymnura altavela Linnaeus, 1758 — Атлантический скат-бабочка
- Gymnura australis (Ramsay & Ogilby, 1886)
- Gymnura bimaculata (Norman, 1925)
- Gymnura crebripunctata (Peters, 1869) — Мексиканский скат-бабочка
- Gymnura crooki Fowler, 1934
- Gymnura hirundo (Lowe, 1843)
- Gymnura japonica (Temminck & Schlegel, 1850) — Японский скат-бабочка
- Gymnura marmorata (J. G. Cooper, 1864) — Мраморный скат-бабочка
- Gymnura micrura (Bloch & J. G. Schneider, 1801) — Гладкий скат-бабочка
- Gymnura natalensis Gilchrist & Thompson, 1911) — Натальская гимнура
- Gymnura poecilura (Shaw, 1804) — Кольчатохвостый скат-бабочка
- Gymnura tentaculata (Müller & Henle, 1841)
- Gymnura zonura (Bleeker, 1852)